# 过山车之星2
《过山车之星2》是一款由英国游戏开发商Frontier Developments开发和发行的建造與經營模擬遊戲。是《过山车之星》（2016年）的续作。该游戏于2024年11月6日在Microsoft Windows、PlayStation 5和Xbox Series X/S上发布。

## 评价
本作在评分解锁后，IGN给出了8分的高分评价，但是Steam中的评价却为“褒贬不一”，在844篇评测里只收获了57%的好评率。究其原因，部分玩家认为所谓联机模式没有达到前期宣传的可以同时多人操作的效果，同时建造规划和UI部分也有待优化。